# Yıldıray Baştürk
Yıldıray Baştürk (Herne, 1978. december 24. –), török válogatott labdarúgó.
A török válogatott tagjaként, amelynek színeiben 49 alkalommal lépett pályára, részt vett a 2002-es világbajnokságon és a 2003-as konföderációs kupán. A Bayer Leverkusennel bejutott a 2002-es Bajnokok Ligája döntőbe, de ott a Real Madrid 2 – 1-es győzelmet aratott. Baştürk pályafutása során megfordult még a Hertha BSC, a VfB Stuttgart és a Blackburn csapataiban is.

## Pályafutása

### Klubcsapatban
A bányászcsaládból származó Baştürk a Sportfreunde Wanne-Eickel csapatában kezdte pályafutását és tinédzserként eltöltött egy szezont a SG Wattenscheid 09-nél is. Az áttörést az jelentette amikor a Bundesligában szereplő VfL Bochum igazolta le. Négy idényt töltött itt, ezalatt 104 bajnokin 13 gólt szerzett és bemutatkozhatott az UEFA-kupábang is. 2001-ben igazolta át a Bayer Leverkusen és Baştürk tagja volt a 2001-2002-es szezonban bajnoki ezüstérmet szerző és kupadöntős valamint Bajnokok Ligája-döntős csapatnak. A 2002-es Aranylabda-szavazáson a 9. helyet szerezte meg.
2004 júliusában a Hertha BSC-hez igazolt, majd három év után, mikor lejárt a szerződése, a VfB Stuttgart szerződtette. 2010. január 27-én hivatalosan is bejelentették, hogy elfogadta az angol első osztályú Blackburn hívását. A Premier League-ben április 24-én mutatkozott be a Wolverhampton Wanderers ellen mutatkozott be, de egy sérülés miatt többet nem léphetett pályára a csapatban, lejáró szerződését pedig nem hosszabbították meg.

### Válogatott
Tagja volt a 2002-es világbajnokságon bronzérmet szerző török válogatottnak. Mikor nem került be a félholdasok 2008-as Európa-bajnoki keretébe, kijelentette, hogy amíg Fatih Terim a szövetségi kapitány, addig nem kíván a válogatottban pályára lépni.

## Válogatott góljai
| #  | Dátum              | Helyszín                         | Ellenfél | Eredmény a gól után | Végeredmény | Versenysorozat                 |
| -- | ------------------ | -------------------------------- | -------- | ------------------- | ----------- | ------------------------------ |
| 1. | 2001. november 14. | Ali Sami Yen Stadion, Isztambul  | Ausztria | 1–0                 | 5–0         | 2002-es világbajnoki selejtező |
| 2. | 2004. április 28.  | Baldvin király Stadion, Brüsszel | Belgium  | 1–1                 | 3–2         | Barátságos mérkőzés            |

## Statisztika

### Válogatott
| Válogatott  | Év       | Pályára lépés | Gólok |
| ----------- | -------- | ------------- | ----- |
| Törökország | 1998     | 1             | 0     |
| Törökország | 1999     | 0             | 0     |
| Törökország | 2000     | 0             | 0     |
| Törökország | 2001     | 9             | 1     |
| Törökország | 2002     | 14            | 0     |
| Törökország | 2003     | 7             | 0     |
| Törökország | 2004     | 4             | 1     |
| Törökország | 2005     | 7             | 0     |
| Törökország | 2006     | 3             | 0     |
| Törökország | 2007     | 2             | 0     |
| Törökország | 2008     | 2             | 0     |
| Összesen    | Összesen | 49            | 2     |

## Sikerei, díjai
Bayer Leverkusen
- UEFA-bajnokok ligája döntős (1): 2001–02

Törökország
- Világbajnoki bronzérmes (1): 2002
- Konföderációs kupa bronzérmes (1): 2003